# Dustin Moskovitz
Dustin Moskovitz (Washington, 1984. május 22. –) amerikai vállalkozó, Mark Zuckerberg, Eduardo Saverin és Chris Hughes mellett a Facebook közösségi portál alapítója. Moskovitz a Facebook cég 6%-os tulajdonosa.

## Magánélete
Washington D.C.ben született zsidó családban. Két évig a Harvard Egyetemen közgazdaságtant tanult, mielőtt Palo Altoba költözött volna, hogy ott teljes munkaidőben a Facebookot fejlessze.
Mark Zuckerberg, a Facebook vezetője szerint Moskovitz folyamatosan szívén viselte a Facebook ügyét, mindig lehet fordulni hozzá tanácsért.
2004 júniusában Zuckerberg és Moskovitz Palo Altóban csatlakoztak Sean Parkerhez, a Napster, a Plaxo és a Causes cégek elindítójához.